# ド・ブラウン記法
ド・ブラウン記法(英:De Bruijn notation)とは、ラムダ計算の表記のための構文の一つである。オランダ人数学者ニコラース・ホーヴァート・ド・ブラウンによって発明された。

## 生成文法
ド・ブラウン記法の項は、vを任意の変数名、MとNを任意のド・ブラウン記法の項とするとき、
1. v
2. [v] M
3. (M) N

の形で表されるもの全てである。

## 通常の記法との対応
Iを通常のラムダ計算の記法からド・ブラウン記法への変換とし、vを任意の変数名、MとNを任意のド・ブラウン記法の項とするとき、
1. I(v) = v
2. I(λv.M) = [v]I(M)
3. I(M N) = (I(N))I(M)

となる。